# San Pietro in Ciel d'Oro
San Pietro in Ciel d'Oro ("São Pedro no Céu de Ouro" em italiano) é uma basílica católica (antiga catedral) dos agostinianos em Pavia, na região da Lombardia, Itália. Seu nome é uma referência aos mosaicos folheados a ouro de tesselas de vidro que decoram o teto da abside ("Ciel d'Oro"). O exterior é simples, de tijolo, com chaves e molduras das janelas em arenito. O piso da igreja está num nível mais baixo que o da rua na praça San Pietro in Ciel d'Oro, onde está a fachada principal.

## História
Uma igreja dedicada a São Pedro já aparece nos registros municipais em 604; uma reforma ocorreu entre 720 e 725 por ordem de Liuprando (que está enterrado ali). A atual igreja românica foi consagrada por Inocêncio II em 1132.
Ela é famosa principalmente por abrigar o túmulo de Santo Agostinho, que morreu e foi enterrado em 430 em Hipona, sua diocese, durante a invasão dos vândalos na África romana. De acordo com o "Verdadeiro Martirológio", de Beda, o corpo foi levado depois a Cagliari, na Sardenha, por bispos que haviam sido expulsos pelo rei vândalo Hunerico, um ariano. O relato afirma que o corpo foi depois resgatado dos sarracenos por Pedro, bispo de Pavia e tio de Liuprando, rei dos lombardos, e abrigado em São Pedro por volta de 720.
Em janeiro de 1327, o Papa João XXII emitiu a bula "Veneranda Santorum Patrum", na qual apontou os agostinianos guardiões do túmulo de Agostinho (conhecido como "Arca di Sant'Agostino"), que foi reformado em 1362 e decorado com ricos baixos relevos com cenas da vida do santo. As verdadeiras relíquias de Agostinho, contudo, não estavam ali. Pedreiros analfabetos que trabalhavam no altar da cripta removeram alguns blocos do piso e descobriram uma caixa de mármore. Dentro dela estavam outras caixas e, na terceira, estavam fragmentos de madeira, alguns frascos e diversos ossos e fragmentos de osso. Alguns deles depois alegaram terem visto o nome "Agostinho" escrito com carvão na tampa da caixa (apesar de não saberem ler). Um fator que complica a autenticação dos restos é que a igreja era compartilhada por duas ordens agostinianas que nutriam uma amarga rivalidade entre si e a controvérsia acabou resultando em diversos livros e panfletos atacando ambas as facções.
Os agostinianos foram expulsos em 1700 e se refugiaram em Milão levando as relíquias e a "Arca" desmontada, o que permitiu que um santuário fosse instalado na catedral da cidade. Nesse ínterim, a catedral em Pavia se arruinou, sendo utilizada como depósito de armas durante a ocupação napoleônica. O edifício só foi reconstruído na década de 1870 graças aos esforços de Agostino Gaetano Riboldi, futuro cardeal Riboldi, e reconsagrada em 1896, quando as relíquias e a "Arca" foram devolvidas.
Além de abrigar os túmulos de Liuprando e Agostinho, está em San Pietro in Ciel d'Oro o túmulo de Boécio, cuja "Consolação da Filosofia" é geralmente considerada como a última obra filosófica da Antiguidade Tardia.
Dante menciona o túmulo de Boécio em San Pietro no "Paraíso" (canto X), de sua Divina Comédia: "Lo corpo ond’ella fu cacciata giace/ giuso in Cieldauro/ ed essa da martiro /e da essilio venne a questa pace" ("Jaz daquela alma o corpo despojado / Em Cieldauro/ e ela veio à paz divina/ Após martírio e exílio amargurado".
Um dos capítulos do Decamerão (dia dez, nona novella), de Bocaccio, acontece na basílica, no qual a suntuosa cama de Thorello, que dorme profundamente, é magicamente transportada para San Pietro, onde o sacristão o encontra durante as matinas da manhã seguinte.

## 2
1. ↑   Paraíso, canto X no Wikisource em português.